# ケンドリック・ラマー
ケンドリック・ラマー・ダックワーズ（Kendrick Lamar Duckworth、1987年6月17日 - ）は、アメリカ合衆国のラッパー、ソングライター、音楽プロデューサーである。度々「ヒップホップの新王者」と称される。

## 概要
カリフォルニア州コンプトンで育ったラマーは、K-Dotという名前で10代の頃に音楽活動を開始し、地元で注目を集めたミックステープを発売後、インディーズレーベルTop Dawg Entertainment（以下TDE）と契約。2010年、最初の小売発売となった『Overly Dedicated』を発売後、認知され始めた。翌年、デビューシングル「HiiiPoWeR」を含む最初のスタジオ・アルバム『Section.80』を発売。それまでにゲーム、バスタ・ライムス、スヌープ・ドッグを含む何人かの有名なヒップホップアーティストとコラボレーションした。2012年にTDE、アフターマス、インタースコープからメジャー・デビュー・アルバム『グッド・キッド、マッド・シティー』が発売され、批評家から高い評価を受けた。また、Billboard 200で最高2位を記録し、後にRIAAよりプラチナ認定を受けるなど商業的にも成功を収めた。加えて、アルバムは「スウィミング・プールス(ドランク)」、「ビッチ、ドント・キル・マイ・ヴァイブfeat.ジェイ・Z」、「ポエティック・ジャスティスfeat.ドレイク」といったトップ40シングルを生み出した。2015年に発売した3枚目のアルバム『トゥ・ピンプ・ア・バタフライ』は、ファンク、ソウル、ジャズ、スポークン・ワードの要素を取り入れており、こちらも高い評価を受けた。アルバムは、アメリカとイギリスで初登場首位を記録し、第58回グラミー賞で最優秀ラップアルバム賞を受賞した。2016年、未発表曲集『アンタイトルド・アンマスタード』を発売。2017年に4枚目のアルバム『DAMN.』を発売し、さらに評価を高めた。アルバムのリードシングル「ハンブル」は、Billboard Hot 100で首位を獲得した。
彼はソロ歌手としての経歴の他に、TDEのレーベル仲間や南ロサンゼルスに拠点を置くアブ・ソウル、ジェイ・ロック、スクールボーイ・Qと組んだウエスト・コースト・ヒップホップスーパーグループ「ブラック・ヒッピー」の一員としても知られている。
ラマーは12個のグラミー賞受賞を含む、多くの称賛を受けている。2013年初めに、MTVによって「最もホットなラッパー」に選出された。2016年にはタイムの世界で最も影響力のある100人に選ばれた。2018年、アルバム『DAMN.』によってピューリッツァー賞の音楽部門を受賞した初の非クラシック音楽、非ジャズ音楽家となった。

## 生い立ち
1987年6月17日、イリノイ州シカゴ出身である両親の元、カリフォルニア州コンプトンにて生まれる。名は、アメリカのシンガーソングライターEddie Kendricksを称えて母親から与えられた。
父ケニー・ダックワースはシカゴのストリートギャング、ギャングスター・ディサイプルズの元メンバーであり、ラマーの家族はブラッズと結びついていた。
1995年（当時8歳）父と共にコンプトン・ファッションセンターにて撮影された、2pacとDr.Dreのヒットシングル「California Love」のミュージックビデオの撮影を生で観て感銘を受ける。
子供の頃、ラマーはコンプトン統一学区のMcNair Elementary and Vanguard Learning Centreを首席で卒業。ティーンエイジャーの頃はギャング行為にはしる友人が多い中、コンプトンのセンテニアル・ハイスクールに通っており、真面目な学生であったという。
影響を受けたアーティスト自身の好きなラッパートップ5として、2Pacをはじめ、Notorious B.I.G.、Jay-Z、Nas、Eminemを挙げている。2012年9月のインタビューで、デトロイト出身のEminemについて、「自分のスタイルに大きな影響を与えた人物」と話した。また、その他にも影響を与えた人物としてLil Wayne（Hot Boyzのメンバーだった頃）を挙げており、 長い期間にわたり活躍していることについても称賛している。ヨンカース出身のDMXについて、「(DMXは)ほんとに音楽を始めるきっかけを与えてくれた」と、Pawar99のインタビューで話した。2013年11月、GQとのインタビューで、「ケンドリック・ラマーを作り上げた4人のMC」という質問には、2Pac、Dr.Dre、Snoop Dogg、Mobb DeepのProdigyと答えている。

## 経歴

### 2003–2011: メジャーデビューまで

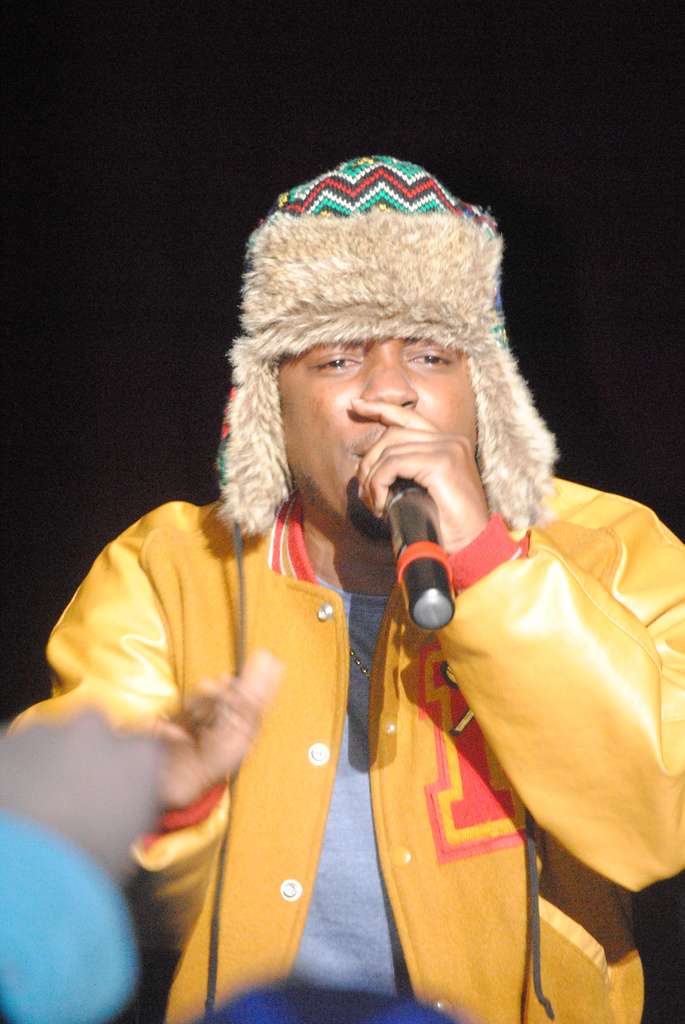
ライブでのKendrick Lamar（2011年）

2003年16歳の時、自身初のミックステープ『Youngest Head Nigga in Charge(Hub City Threat: Minor of the Year)』をK-Dotというステージネームでリリースした。ミックステープは地元で注目を集め、当時設立されたばかりのカリフォルニア州カーソンを拠点とするインディーズレーベル、Top Dawg Entertainmentとの契約につながった。
2008年、レーベルメイトであるJay Rockのデビューシングル「All My Life(In the Ghetto)」のミュージックビデオに出演するなど、活動の幅を広める。アメリカンヒップホップのスターであるLil Wayneから認められ、Lil Wayneの「Tha Carter III」のテーマに合わせて構成した自身3枚目のミックステープ『C4』を2009年にリリースした。その後すぐにK-Dotというステージネームを改め、本名である「Kendrick Lamar」として活動していくことを決める。2009年、『Kendrick Lamar EP』をリリース。
2010年、Top Dawg Entertainmentを介して『Overly Dedicated』を デジタルリリースし、オンラインで無料配信した。曲は順調に売上を伸ばし、ビルボードチャート「トップR&B/ヒップホップアルバム」の72位を記録。ヒップホップの現役プレイヤーでプロデューサーでもあるDr.Dreは、YouTubeで同曲のミュージックビデオを観た後、ケンドリックと仕事をしたいと思ったという。これをきっかけにケンドリックはDr.DreのレコードレーベルであるAftermath Entertainmentと契約することになった。
2011年初旬、若手アメリカンラップアーティストの登竜門ともいえる、XXL誌の「Top 10 Freshman Class」に選出され、表紙を飾った。
1stアルバム『Section.80』がリリース。テレビやラジオで宣伝することなく販売され、初週5,300枚を売り上げ好評を得た。2011年8月、ウエストコースト出身のラッパーのSnoop Dogg、Dr.Dre、The Gameらとウエストロサンゼルスコンサートに出演した際、3人から「西海岸の新王者 (New King of the West Coast)」に指名された。

### 2012–2013: good kid, m.A.A.d city
2011年にインディーズデビューを果たし、その後メジャーレーベルと契約。2012年7月に発表したシングルSwimming Pools (Drank)が、全米シングルチャートにて17位まで上昇した事により注目を浴びた。同曲を収録した2ndアルバム『Good Kid, M.A.A.D City』は、メタクリティックにて平均点が91点を記録するなど非常に高い評価を得ており、全米でのトータルセールスは100万枚を突破、現在はプラチナムディスクに認定されている。また、ヒップホップグループ"ブラック・ヒッピー"のメンバーとしても活動している。

### 2014–2016: To Pimp a Butterfly & Untitled Unmastered
2014年9月23日、3枚目のスタジオアルバムの最初のシングル「i」をリリースし、同年12月に、スポーツウェアブランドのリーボックのイメージキャラクターとしての契約が発表された。

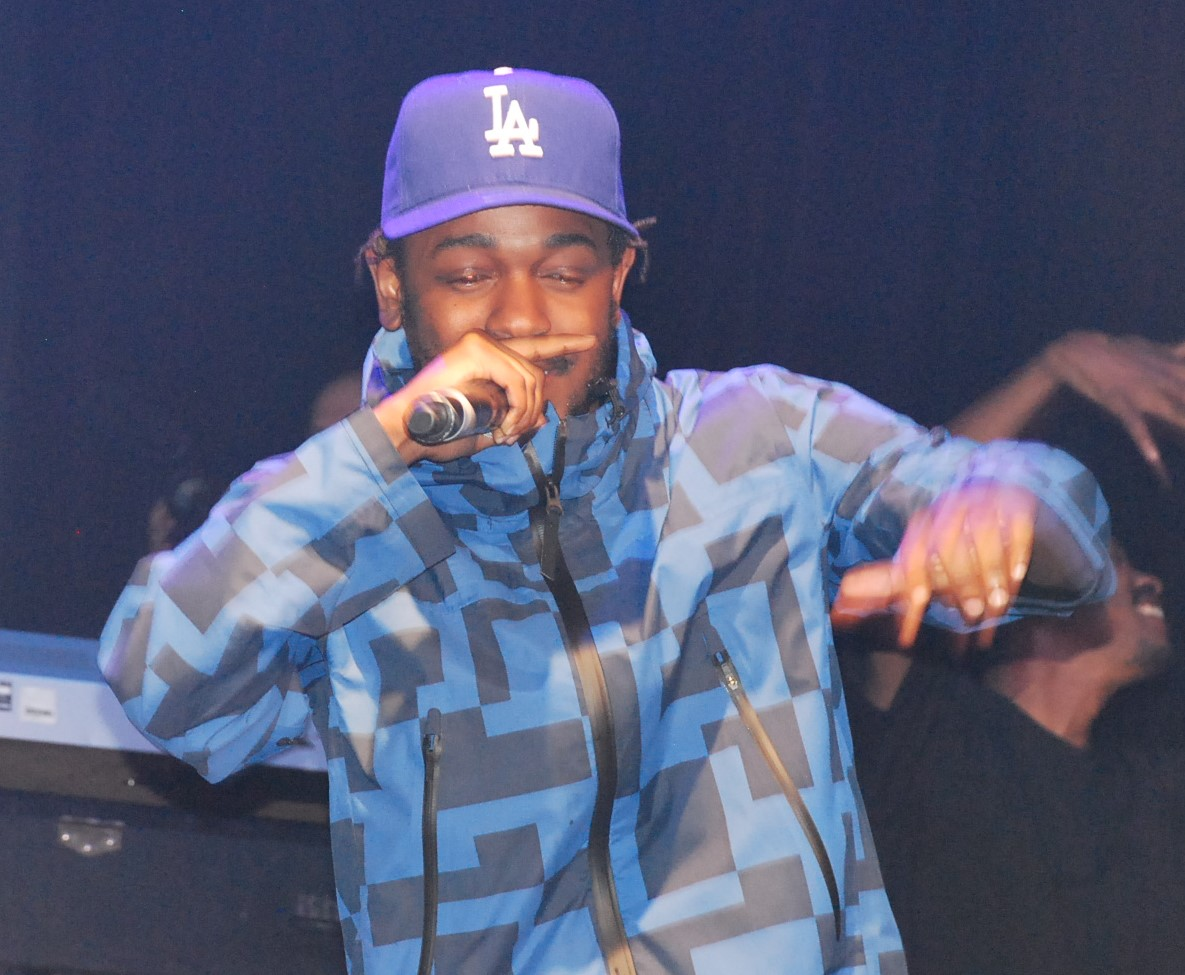
ライブでのKendrick Lamar（2015年）

2015年、3rdアルバム『To Pimp A Butterfly』をリリース。前作以上の高い評価をメディアから受けた。2016年第58回グラミー賞ではマイケル・ジャクソンに次ぐグラミー史上二番目に多い11部門にノミネート（ラップミュージシャンとして最多）され、主要部門の受賞を逃すも最優秀ラップソング、最優秀ラップアルバムなどの5部門を受賞。授賞式でのパフォーマンスは各方面から称賛を受けた。

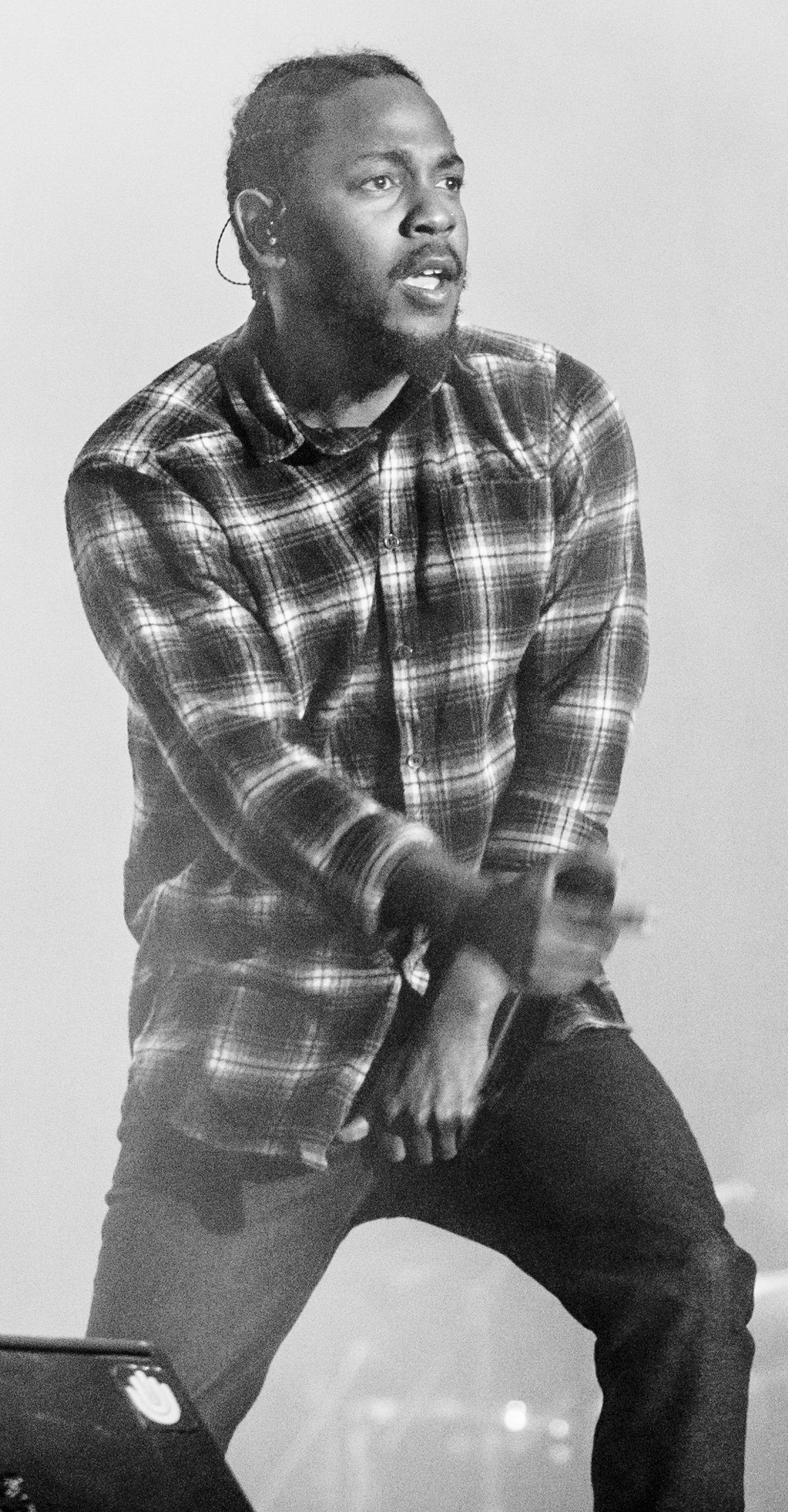
ライブでのKendrick Lamar（2016年）

グラミー直前のインタビューで、「サンプリングの許諾の問題や、締め切りに間に合わなくてアルバム（To Pimp a Butterfly）には入れられなかったけど、気に入ってる音源があるんだ。10曲くらいあると思うんだけど、気に入ってるし、アルバムに入らなかったものもパフォーマンスしていくよ」とコメントするなど、以前から未発表音源の存在について語っていた。同年3月4日『untitled unmastered』と題されたデモ集を収録したアルバムをサプライズリリースした。

### 2017–2020: DAMN.
2017年3月23日にシングル「The Heart Part 4」を発表した。1週間後、ミュージックビデオを伴って「HUMBLE.」をリリースした。2017年4月7日に、4枚目のスタジオ・アルバムの予約注文が始まり、4月11日、アルバムタイトルが「DAMN.」となること、リアーナ、Zacari、U2による客演を迎えたトラックリストを発表した。アルバムは2017年4月14日にリリースされた。さらにコレクターズ・エディションとして、2017年12月中旬に、アルバムのトラックリストを逆の順序で収録した「DAMN.Collectors Edition」が発売された。
「DAMN.」は、 自身のキャリア最大の初動セールス、さらに2017年作品で最大の初動記録（当時）を打ち立てて全米アルバム・チャートで1位を獲得。音楽消費動向を伝えるニールセン・ミュージックが発表した、2017年のアメリカにおけるヒット・アルバムのランキングでは年間2位となる大ヒット作となったほか、Rolling Stone誌、Complexなどの年間ベスト・アルバム・ランキングで1位に選ばれるなどその内容は絶賛されており、主要メディアの年間ベスト選を独自に集計・ランキング化したウェブ・メディア「Album of The Year」では2017年1位となった。MTV Newsのインタビューの中で、「アルバムが出て1週間くらいかな、逆からアルバムをプレイすることができるって気づいてもらえた」、「スタジオにいた時からじっくり計画を立ててやったことだ」と述べ、「最後から聞いていくと、ケンドリック・ラマ―の二重性や複雑さの対比が浮かびあがる。でも、（どちらから聞くのも）両方ともが俺という人間を表しているんだ」と語るなど、意図的に曲順を逆にしていたことを語った。
Top Dawg Entertainmentの創始者Anthony Tiffithとともに、マーベル・スタジオの新作映画『ブラックパンサー(2018)』のサウンドトラックのプロデュースに携わることが発表された。結果としてインスパイア・アルバムと銘打たれた『ブラックパンサー：ザ・アルバム』が映画公開の1週間前にあたる2018年2月9日にリリースされ、全米アルバムチャート初登場1位を記録した。
2018年第60回グラミー賞では主要2部門を含む、7部門にノミネート。主要部門の受賞は逃すが、“最優秀ラップパフォーマンス賞”、“最優秀ラップ/サングパフォーマンス賞”、“最優秀ラップソング賞”、“最優秀ラップアルバム賞”からなるラップ4部門を制覇。そして“最優秀ミュージックビデオ賞”を加えた5部門での受賞を果たした。
2018年7月に開催される大型野外音楽フェス「フジロック・フェスティバル'18」にヘッドライナーとして出演することが決定した。
2018年4月、ラッパーとして初の快挙となるピューリッツァー賞を受賞。1943年に設立されたピューリッツァー賞の音楽部門はクラシック音楽作品が受賞するのが常となっており、クラシックやジャズ以外の作品が選ばれるのは今回が初である。同賞の委員会はKendrickによる4作目のスタジオアルバムである『DAMN.』について「現代を生きるアフリカ系アメリカ人の複雑な人生を捉え、土地や文化に根付く本物の言葉やリズムのダイナミズムを統合した高水準な楽曲を収めた名作」と評価した。
2018年7月、ラマーはスターズドラマシリーズ「Power」第5シーズンで「Lace」というドミニカン麻薬中毒者を演じ俳優デビューを果たした。ラマーのキャスティングはラッパー50セントとの関係から生まれ、ラマーの演技は批評家や視聴者から賞賛された。2018年12月、第61回グラミー賞にて自身がプロデュースを手がけたアルバム『ブラックパンサー：ザ・アルバム』から最多となる8ノミネートを獲得。

### 2020–2023: Mr. Morale & The Big Steppers
2021年8月、SNSへの投稿とともに、ウェブサイト「oklama.com」にて次作が“TDEからの最後のアルバム”となる事とアルバムを制作中である事をアナウンス。同8月、従弟でPGLangのパートナーであるベイビー・キームと共作した「Family Ties」をリリース。
2021年9月、キームのアルバム「The Melodic Blue」にて「RangeBrothers」と「Vent」「FamilyTies」に客演した。
2022年2月13日、ドクター・ドレー、スヌープ・ドッグ、エミネム、50セント、メアリーJ.ブライジ、アンダーソン・パークらと第56回スーパーボウルハーフタイムショーに出演。
2022年4月3日、第64回グラミー賞にてベイビー・キームと共作した「Family Ties」が「最優秀ラップ・パフォーマンス」を受賞。
2022年4月18日、5枚目のスタジオアルバム、『Mr. Morale & the Big Steppers』を2022年5月13日にリリースすることを自身のウェブサイトで発表。
アルバムカバーには彼自身とパートナーのアルフォード、そして、息子エノクを映した姿を使用し息子の誕生を公表した。アルバムの全曲がホット100にチャートインし、「N95」、「サイレントヒル」、「ダイ・ハード」の3つのシングルが初登場でトップ10入りした。
発売初週に295,000枚を売り上げ、ビルボード200で4枚連続1位アルバムとなった。Spotifyで10億回ストリームを達成したその年初のヒップホップアルバムとなった。
アメリカン・ミュージック・アワードで最優秀男性ヒップホップ・アーティスト賞、『Morale & the Big Steppers』で最優秀ヒップホップ・アルバム賞を受賞した。BETヒップホップ・アワードではアルバム・オブ・ザ・イヤーを含む6つの賞を受賞した。第65回グラミー賞では、『Morale & the Big Steppers』が最優秀ラップ・アルバム賞を受賞し、「The Heart Part 5」が最優秀ラップ・パフォーマンス賞と最優秀ラップ・ソング賞を受賞した。

### 2024–現在: ドレイクとのビーフ、GNX、スーパーボウルLIXハーフタイムショー
ケンドリックとドレイクの対立は、2024年3月にフューチャーとメトロ・ブーミンの曲「Like That」にサプライズで客演したことで再燃した。 
この曲は3週連続でビルボードホット100のトップを占め、ケンドリックの3枚目のナンバーワンシングルとなり、初登場でトップを獲得した初の曲となった。4月から5月にかけて、ドレイクに対するディストラックである「Euphoria」、「6:16 in LA」、「Meet the Grahams」、「Not Like Us」をリリースし、いずれも批評家から好評または絶賛された。
ジューンティーンスには、祝賀の単発コンサート「The Pop Out: Ken & Friends」が開催された。2024年9月8日、ケンドリックが第59回スーパーボウルのハーフタイムショーのヘッドライナーを務めることが発表され、ラッパーがソロでリードパフォーマンスをするのは初めてとなった。3日後、自身のInstagramアカウントで無題の曲をリリース。 11月22日、YouTubeで独占的に「GNX」というタイトルの曲を共有し、同日、ストリーミングで同名のアルバムをサプライズリリースした。12月17日、YouTubeで「Money Without Me」という曲をリリースしたが、これはSection.80のセッションからのものだと噂されている。 
1月24日には第59回スーパーボウルのハーフタイムショーのゲストとしてSZAが出演することも発表された。 
第67回グラミー賞では「Not Like Us」が年間最優秀楽曲賞、年間最優秀レコード賞など最多5部門を受賞した。
音楽活動以外では、ケンドリックはアニメ伝記 映画 『ピース・バイ・ピース』（2024年）に主演した。フリー、トレイ・パーカー、マット・ストーンと共にパラマウント・ピクチャーズのコメディ映画をプロデュースする契約を結んでおり、2025年7月4日に公開予定である。

## ベンチャー・ビジネス

### シューズ
2014年12月、スポーツウェアブランドのリーボックと提携したことが発表され、ティーンエイジャーの頃愛用した、同社の名作「リーボック　クラシックレザー」を含む計5足のシューズが発売された。すべてのモデルで平和を願うラマーの想いが込められており、そのうち四足は左右非対称のギャングカラーを表した「RED」「BLUE」のデザインが話題となった。2013年の楽曲「CONTROL」内で" I ain't rockin no more designer shit.White T's and Nike Cortez, this red Corvette's anonymous(デザイナーのシャツは身に着けない、白いTシャツとナイキのコルテッツ、そして匿名の赤いコルベットでいい)"とラップ。アメリカ西海岸のブラックカルチャーと縁の深い、ナイキの代表作である「コルテッツ」を頻繁に着用している。2017年8月に新たにスポーツブランドのNIKEとのパートナーシップ締結したことを発表した。ラマーとナイキの初のコラボレートシューズ、「コルテッツ　ケニーⅠ」を発売。

### pgLang
2020年3月5日、デイブ・フリー共に、「pgLang」と名付けた多言語のアーティスト・フレンドリー・サービスを立ち上げると発表。レコード・レーベル、映画スタジオ、出版社が組み合わさった事業を行う。プレスリリースで、デイブ・フリーは「レコードレーベル、映画スタジオ、出版社ではない。これは新しいことだ。この過大な刺激を受けた時代に、私たちは生の表現を育むことに焦点を当てている」とコメント。この発表では、ラマー、ベイビー・キーム、ジョルジャ・スミス、ヤラ・シャヒディが主演する4分間の短編動画も同時に公開した。 2022年3月9日、pgLangはロサンゼルス出身のアーティスト、タンナ・レオーネとのパートナーシップを発表。

## 影響
- 16歳の頃に洗礼を受けたクリスチャンである[34]。しばしば楽曲にも聖書や信仰に関するスラングや隠喩が登場する。幼少期から身近な人の暴力や死を幾度も体験したためにキリスト教に救いを求めたと発言している。
- 2Pacとの関係

1. 父と共にコンプトン・ファッションセンターにて撮影された、2pacとDr.Dreのヒットシングル「California Love」のミュージックビデオの撮影を生でみたこと
2. 誕生日が1日違いであること　(2Pac=1971年6月16日、Kendrick Lamar=1987年6月17日)。
3. 母親から誕生日が1日違いであることを伝えられた日に夢に現れた2Pacから「オレの音楽を絶やすな」と声を掛けられたこと。
4. To Pimp a Butterflyに収録されているMortal Manでは1984年11月にニューヨークでMats Nileskar氏が行った2Pacのインタビューをサンプリングし、ラマーとの疑似対話形式となっている。2Pacと最初にレコード契約を結んだTom Whalley氏は「これはKendrickのアイデアだね。素晴らしいアイデアだ。Kendrickが2Pacのファンで影響を受けていることも知っていたよ」と話した[35]。

などが挙げられ2Pacとの運命的な類似点が度々語られている。

## 交友関係
- ドクター・ドレー - ラマーのセカンド・アルバムをプロデュースしている。[37]
- チャンス・ザ・ラッパー - ラマーのシカゴでのコンサートに飛び入り出演するなど、親しい関係である。[38]
- レブロン・ジェームズ - レブロンとラマーは親友関係である。バスケット・ボールNBAのスター選手、レブロン・ジェームズは、SNSでラマーの未発表テープを聴き、Top Dawg EntertainmentのAnthony Tiffithに、「未発表の音源をリリースを懇願」し、考えさせてほしいとの回答をもらい、レブロンのこのツイートがリリースのきっかけとなった。[39]
- 2012年のピッチフォーク・ミュージック・フェスティバルでは、レディー・ガガがバックステージに立ち、ケンドリック・ラマーが「ADHD」をステージでパフォーマンスした。[40]
- J.Cole - 2010年に初めてラマーと会った際、「Kendrickに初めて会ったのは『The Warm Up』をリリースして間もない頃だ。他のアーティストのリリースパーティで、彼がステージに上がってパフォームしたんだ。当時のKendrickはまだレーベル契約をしてなくて、誰も彼のことを知らなかった。あの小さいヤツは誰だって周りと話をしてると、ラップが始まった。一瞬で虜になったよ。」と語り、互いのライブでパフォーマンスするなど、交友が深い[41]。

## ディスコグラフィ

### アルバム
| 年   | タイトル                                                                               | アルバム詳細 | チャート最高位 | チャート最高位 | チャート最高位 | チャート最高位 | チャート最高位 | チャート最高位 | チャート最高位 | チャート最高位 | チャート最高位 | 認定                                             |  |
| 年   | タイトル                                                                               | アルバム詳細 | US             | AUS            | BEL            | CAN            | FRA            | IRE            | NZ             | SWI            | UK             | 認定                                             |  |
| ---- | -------------------------------------------------------------------------------------- | --- | -------------- | -------------- | -------------- | -------------- | -------------- | -------------- | -------------- | -------------- | -------------- | ------------------------------------------------ |  |
| 2011 | Section.80                                                                             | - 発売日: 2011年7月2日 - レーベル: Top Dawg - フォーマット: digital download                                                   | 113            | —              | —              | —              | —              | —              | —              | —              | —              | - US: ゴールド                                   |  |
| 2012 | 『グッド・キッド、マッド・シティー』 - Good Kid, M.A.A.D City                          | - 発売日: 2012年10月22日 - レーベル: Top Dawg, Aftermath, Interscope - フォーマット: CD, LP, digital download                  | 2              | 23             | 46             | 2              | 57             | 26             | 7              | 38             | 16             | - US: 3× プラチナ - CAN: ゴールド - UK: プラチナ |  |
| 2015 | 『トゥ・ピンプ・ア・バタフライ』 - To Pimp a Butterfly                                 | - 発売日: 2015年3月16日 - レーベル: Top Dawg, Aftermath, Interscope - フォーマット: CD, LP, digital download                   | 1              | 1              | 4              | 1              | 17             | 6              | 1              | 3              | 1              | - US: プラチナ - AUS: ゴールド - UK: ゴールド    |  |
| 2017 | 『ダム』 - DAMN.                                                                       | - 発売日: 2017年4月14日 - レーベル: Top Dawg, Aftermath, Interscope - フォーマット: CD, LP, digital download                   | 1              | 2              | 2              | 1              | 3              | 2              | 2              | 3              | 2              | - US: 3× プラチナ - UK: プラチナ                 |  |
| 2022 | 『ミスター・モラル・アンド・ザ・ビッグ・ステッパーズ』 - Mr. Morale & the Big Steppers | - 発売日: 2022年5月13日 - レーベル: PGLang, Top Dawg, Aftermath, Interscope - フォーマット: CD, LP, digital download           | 1              | 1              | 1              | 1              | 3              | 1              | 1              | 2              | 2              | - UK: シルバー                                   |  |
| 2024 | GNX                                                                                    | - 発売日: 2024年11月22日 - レーベル: PGLang、Interscope - フォーマット: CD、LP、カセット、デジタルダウンロード、ストリーミング |                |                |                |                |                |                |                |                |                |                                                  |  |

### コンピレーション
| 年   | タイトル                                                  | アルバム詳細                                                                                            | チャート最高位 | チャート最高位 | チャート最高位 | チャート最高位 | チャート最高位 | チャート最高位 | チャート最高位 | チャート最高位 | チャート最高位 | 認定 |
| 年   | タイトル                                                  | アルバム詳細                                                                                            | US             | AUS            | BEL            | CAN            | FRA            | IRE            | NZ             | SWI            | UK             | 認定 |
| ---- | --------------------------------------------------------- | --- | -------------- | -------------- | -------------- | -------------- | -------------- | -------------- | -------------- | -------------- | -------------- | ---- |
| 2016 | 『アンタイトルド・アンマスタード』 - untitled unmastered. | - 発売日: 2016年3月4日 - レーベル: Top Dawg, Aftermath, Interscope - フォーマット: CD, digital download | 1              | 3              | 11             | 1              | 55             | 9              | 5              | 9              | 7              |      |

### ミックステープ
| Title                                                    | アルバム詳細                                                                                    | チャート最高位 | チャート最高位 | 認定 |
| Title                                                    | アルバム詳細                                                                                    | US R&B/HH      | US Heat.       | 認定 |
| -------------------------------------------------------- | ----------------------------------------------------------------------------------------------- | -------------- | -------------- | ---- |
| Y.H.N.I.C. (Hub City Threat: Minorof the Year)(as K-Dot) | - 発売日: 2003 (US) - レーベル: Konkrete Jungle - フォーマット: CD                              | —              | —              |      |
| Training Day(as K-Dot)                                   | - 発売日: 2005年6月1日 (US) - レーベル: Top Dawg - フォーマット: Digital download               | —              | —              |      |
| No Sleep 'Til NYC(as K-Dot, with Jay Rock)               | - 発売日: 2007年12月24日 (US) - レーベル: Top Dawg - フォーマット: Digital download             | —              | —              |      |
| C4(as K-Dot)                                             | - 発売日: 2009年1月30日 (US) - レーベル: Top Dawg, Intergroove - フォーマット: Digital download | —              | —              |      |
| Overly Dedicated                                         | - 発売日: 2010年9月14日(US) - レーベル: Top Dawg - フォーマット: Digital download               | 72             | 46             |      |
| "—"は未発売またはチャート圏外を意味する。                |                                                                                                 |                |                |      |

### サウンドトラック
| タイトル                                                      | アルバム詳細                                                                                                | チャート最高位 | チャート最高位 | チャート最高位 | チャート最高位 | チャート最高位 | チャート最高位 | チャート最高位 | チャート最高位 | チャート最高位 | チャート最高位 | 認定 |
| タイトル                                                      | アルバム詳細                                                                                                | US             | US R&B/ HH     | AUS            | BEL (FL)       | CAN            | FRA            | NZ             | SWE            | SWI            | UK             | 認定 |
| ------------------------------------------------------------- | --- | -------------- | -------------- | -------------- | -------------- | -------------- | -------------- | -------------- | -------------- | -------------- | -------------- | ---- |
| 『ブラックパンサー・ザ・アルバム』 - Black Panther: The Album | - 発売日: 2018年2月9日 - レーベル: Top Dawg, Aftermath, Interscope - フォーマット: CD, LP, digital download | 1              | 1              | 2              | 8              | 1              | 93             | 2              | 1              | 7              | —              |      |

## ツアー
ヘッドライナー
- Section.80 Tour (2011)
- good kid, m.A.A.d city World Tour (2013)
- Kunta Groove Sessions Tour (2015)
- The Damn Tour (2017-2018)
- The Championship Tour (2018)

サポートメンバー
- The Yeezus Tour (with Kanye West) (2013–14)

### 来日歴
- フジロック・フェスティバル 2013、2018(新潟県苗場)
- SUMMER SONIC2023(大阪府舞洲、千葉県幕張)、ヘッドライナー